# Monedele euro luxemburgheze
Euro (simbol EUR sau €) este moneda comună pentru majoritatea țărilor europene, care fac parte din Uniunea Europeană. Moneda Euro are două fețe diferite, una comună (fața "europeană", arătând valoarea monedei) și una națională ce conține un desen ales de către statul membru UE în care este emisă moneda. Fiecare stat are unul sau mai multe desene proprii. 
Pentru imagini cu fața comună și descrieri detaliate ale monedelor, vezi Monede euro.
Monedele Euro luxemburgheze au un desen asemănător pentru toate cele opt monede: Efigia Alteței Sale Regale Marele Duce Henri (3 reprezentări). Desenele, făcute de Yvette Gastauer-Claire, mai cuprind cele 12 stele ale UE, anul emisiunii și cuvântul „Luxemburg” scris în limba luxemburgheză („Lëtzebuerg”).
| 0,01 € | 0,02 € | 0,05 € |
| ------ | ------ | --- |
|        |        | |
| 0,10 € | 0,20 € | 0,50 € |
|        |        | |
| 1,00 € | 2,00 € | Marginea monedei de 2 €                                                                                                 |
|        |        | Pe marginea monedei apare inscripția „2 * *”, repetată de șase ori, orientată alternativ de jos în sus și de sus în jos |